# Tasiocera (Tasiocera) nodulifera
Tasiocera (Tasiocera) nodulifera is een tweevleugelige uit de familie steltmuggen (Limoniidae). De soort komt voor in het Australaziatisch gebied.